# Poema de la mitjanit
El poema de la mitjanit és un fragment de poesia lírica grega preservat per Hefestió. Possiblement és de la poetessa grega arcaica Safo, i és el fragment 168 B a l'edició d'Eva-Maria Voigt de les seves obres. De vegades es coneix també com a PMG fr. adesp. 976 – això és, el fragment 976 de Poetae Melici Graeci de Denys Page, un fragment no atribuït a cap autor (fragmenta adespota). El poema, quatre versos on es descriu una dona sola de nit, és una de les peces de poesia lírica grega que han sobreviscut més conegudes. El poema de la mitjanit és un dels més traduïts i adaptats de les obres que s'atribueixen a Safo.

## Poema
| Δέδυκε μὲν ἀ σελάννα καὶ Πληΐαδες, μέσαι δέ νύκτες, πάρα δ' ἔρχετ' ὤρα, ἔγω δὲ μόνα κατεύδω. | La Lluna i les Plèiades s'han post, és mitjanit, i el temps passa, però dormo sola. |

Només sobreviuen quatre versos del poema, preservats a l'Enchiridion d'Hefestió, un tractat sobre mètrica en poesia grega. La major part d'estudiosos creu que només és un fragment del poema original, tot i que Diskin Clay argumenta que el poema ja és complet així. El poema està compost en una mètrica eòlica coneguda com a hagesichorià, on els versos tenen la forma "x – u u – u – –", on "–" representa una síl·laba llarga, "u" representa una síl·laba curta, i "x" representa un anceps – una síl·laba que pot ser tant llarga com curta.
El poema descriu el jo poètic – una dona, ja que l'adjectiu "μόνα" de l'últim vers és femení – descansant sola de nit. Clay suggereix que es volia al·ludir, o contrastar amb, el mite de Selene i el seu amant mortal Endimió, amb qui es reunia cada nit. Altres autors, com Ulrich von Wilamowitz-Moellendorf, creuen que el poema descriu la dona esperant un amant. Paula Reiner i David Kovacs apunten que, tanmateix, en el poema no s'hi explicita cap espera. En comptes d'això, suggereixen que el poema es pot entendre com una queixa generalitzada de la solitud, més que no una preocupació per l'absència d'un amant; Odysseus Tsagarakis diu que "el sentiment de solitud està expressat bellíssimament per Safo" en aquest fragment.

## Autoria
El poema de la mitjanit generalment s'ha atribuït a Safo des del Renaixement, inicialment per Arsenius Apostolius. Tanmateix, Hefestió no dona cap atribució pel fragment, i classicistes influents com Edgar Lobel, Denys Page i Ulrich von Wilamowitz-Moellendorf han qüestionat aquesta atribució. Els filòlegs generalment consideren el poema una cançó tradicional, no atribuïble a cap autor concret.
Tanmateix, alguns classicistes segueixen atribuint el poema a Safo. Eva-Maria Voigt el va incloure a la seva edició de 1971 de poemes de Safo, i editors i traductors moderns – entre els quals David Campbell, i Diane Rayor i André Lardinois – també inclouen el fragment entre poemes de Safo. Clay ha argumentat que el poema és de Safo, mentre que Reiner i Kovacs creuen que el poema probablement estava inclòs a l'edició alexandrina de les obres de Safo, malgrat que això no descarta la possibilitat que fos una composició hel·lenística atribuïda posteriorment i erròniament a Safo.
Denys Page rebutja l'atribució del poema a Safo basant-se en el dialecte emprat, que creu que no és el dialecte eòlic de Safo. Identifica tres característiques separades que no creu que siguin consistents amb el dialecte lesbià arcaic trobat en altres obres de Safo i Alceu. Altres estudiosos han negat l'autoria de Safo, ja que Hefestió no li atribueix el poema, ja que la mètrica no apareix en cap altre fragment de Safo i, ja que el poema "no sembla de Safo." Tanmateix, aquells que creuen que Safo sí que va compondre el poema argumenten que les proves que el poema no era en eòlic són "en el millor dels casos, ambigües", i troben els arguments plantejats poc convincents.

## Ambientació
El poema menciona dues observacions astronòmiques: que tant la Lluna com les Plèiades havien estat visibles, i després s'havien post, abans de la mitjanit. Basant-se en això, Mebius i Herschberg calculen que la Lluna descrita al poema es troba en fase creixent. La informació sobre les Plèiades s'ha fet servir per calcular el moment de l'any en què s'ambienta el poema: Mebius i Herschburg el situen entre mitjan gener i finals de març; fent servir assumpcions més precises (que el poema fou escrit per Safo a Lesbos, al voltant de 570 aC, i que "mitjanit" es refereix a 00:00 a UT+1h46) Cuntz, Gurdemir, i George calculen que les Plèiades s'haurien post de mitjanit a partir del 25 de gener i haurien estat visibles fins al 31 de març.
Reiner i Kovacs han suggerit que la interpretació comuna del poema, que les Plèiades s'han post, és incorrecta: argumenten que el poema s'hauria de llegir com que les Plèiades es troben "medium coeli". Si aquesta interpretació és correcta, llavors la data del poema seria d'alguns mesos abans que els suggerits per Mebius i Herschberg.

## Llegat
El poema és considerat "un dels més bells de tota la lírica grega", tot i la seva brevetat i la seva simplicitat. Wilamowitz considerà que el poema era una "cançó tradicional encantadora", i Page també va dir que té "cert encant".
L'obra de Safo influencià molts poetes posteriors, més notablement Catul. Clay identifica un nombre d'obres clàssiques que podrien fer referència al poema de la mitjanit, incloent-hi l'obra teatral Les assembleistes d'Aristòfanes i la quinzena de les Heroides d'Ovidi. El poema de la mitjanit és un dels poemes atribuïts a Safo que més sovint han estat adaptats – segons Clay, només el fragment 31 s'ha traduït més cops. En anglès, el poema de la mitjanit va inspirar el poema "Mariana" de Tennyson, i "Mariana in the South". També va influenciar A. E. Housman, que va escriure tres poemes diferents basats en el fragment: "The weeping Pleiads wester", "The rainy Pleiads wester" de More Poems i "The half-moon westers low, my love" de Last Poems. Altres poemes que aparentment al·ludeixen al poema de la mitjanit són "Insomnia" d'Elizabeth Bishop's "Insomnia" – primer vers del qual fa servir la mateixa mètrica que al fragment en grec, i hi comparteix ambient i to – i "Night" d'H.D., que està enllaçat temàticament amb el poema, i també parla del pas del temps i la isolació.